# Carl Hagenbeck
Carl Hagenbeck (Amburgo, 10 giugno 1844 – Amburgo, 14 aprile 1913) è stato un mercante tedesco.

## Biografia

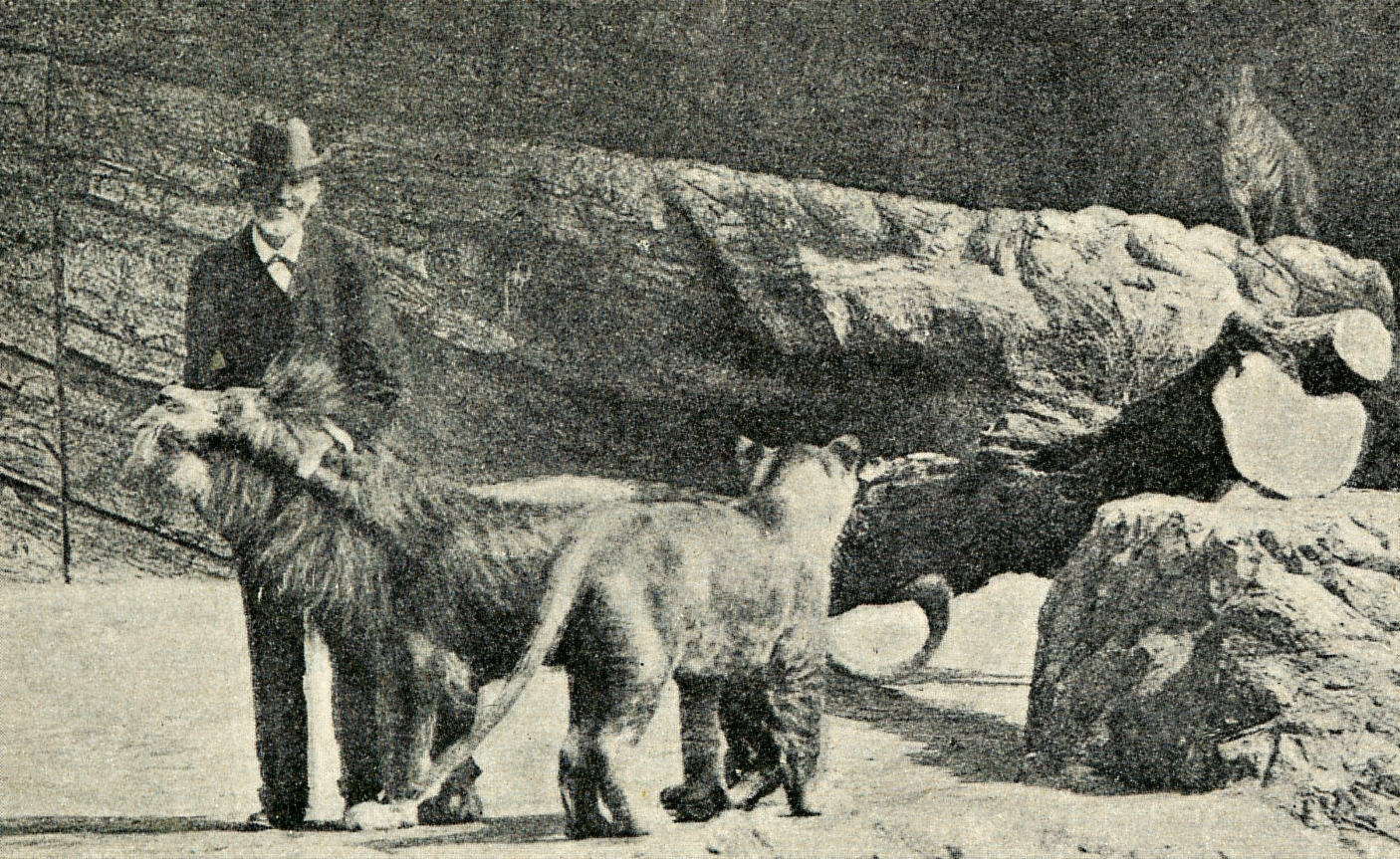
Hagenbeck con i suoi leoni

Carl Hagenbeck, figlio del capostipite della famiglia, Clas Gottfried (Amburgo 1810-1887), è stato un commerciante tedesco di animali selvatici che riforniva molti zoo europei, oltre a Phineas Taylor Barnum.
Per l'importazione degli animali dai paesi dell'Africa si serviva inizialmente di altri commercianti, primo tra tutti, come ricorda nelle sue memorie, l'italiano Lorenzo Casanova, con cui dal 1864 stabilì un rapporto di esclusiva. Dopo la morte del Casanova nel 1870, iniziò a organizzare le spedizioni in proprio.
Ha creato lo zoo moderno con recinti per animali senza sbarre, che erano più vicini al loro habitat naturale.
La trasformazione dell'architettura dello zoo è iniziata da lui grazie alle sue innovazioni. Hagenbeck fondò lo zoo di proprietà privata di maggior successo della Germania, il Tierpark Hagenbeck, che si trasferì nella sua posizione attuale nel distretto di Stellingen ad Amburgo nel 1907, caratterizzato per gli animali in 'libertà', oltre che con l'esposizione di popoli quali i Samoani e Sami come popolazioni "puramente naturali". Per il suo giardino zoologico si fece assistere anche da studiosi, come Alexander Sokolowsky, allievo di Ernst Haeckel.
Felici esperimenti aveva fatto all'esposizione di Berlino nel 1896, e in quella di Saint Louis nel 1904. Agli stessi principi si ispirò per il progetto dello zoo di Roma.
Nel 1887 creò un grande circo a tre piste, diretto dei figli, fino alla sua chiusura avvenuta nel 1953.
Nel 1888 Carl e suo fratello Wilhelm inventarono la gabbia centrale che rivoluzionò lo spettacolo circense al pari del nuovo metodo di trattamento delle belve, definito 'in addestramento'.
I figli di Wilhelm, Carl Friedrich e Willy, diressero dei loro complessi. Willy (1884-1965), famoso addestratore di orsi, si presentò in pista ancora a 78 anni, a Roma, nel 1962.